# FK Olimpik Sarajevo
FK Olimpik  je bosanskohercegovački nogometni klub iz glavnoga grada Sarajeva.

## Povijest kluba
Klub je osnovan 1993. godine, pod imenom Olimpik koje nosi i danas. To ime kluba, dolazi od činjenice da su u Sarajevu održane XIV. Zimske olimpijske igre, dok ime navijača Vukovi, potječe od maskote tih Zimskih olimpijskih igara, Vučka. U sezoni 2016./17. klub se zvao Olimpic.
U sezoni 2014./15. ostvaren je najveći uspjeh u klupskoj povijesti kada je osvojen Nogometni kup BiH pobjedom nad Širokim Brijegom (1:1, 1:1, nakon jedanesteraca 5:4). Time je ostvaren i prvi izlazak kluba u europska natjecanja.
Nakon višegodišnjeg igranja u najvišem rangu natjecanja u sezoni 2016./17. Olimpik ispada iz Premijer lige. U sezoni 2019./20. vraćaju se u Premijer ligu BiH.

## Nastupi u europskim natjecanjima
| Sezona   | Natjecanje         | Kolo        | Protivnik         | Domaćin | Gost | Ukupno |
| -------- | ------------------ | ----------- | ----------------- | ------- | ---- | ------ |
| 2015./16 | UEFA Europska liga | 1. pretkolo | FC Spartak Trnava | 1:1     | 0:0  | 1:1 ↓a |

Bilješke:
↑a  - Spartak Trnava prošao dalje zbog gola u gostima

## Treneri
- Husref Musemić
- Mehmed Janjoš
- Vlatko Glavaš
- Mirza Varešanović
- Dino Đurbuzović
- Dragan Radović
- Esad Selimović
- Darko Vojvodić
- Slavko Petrović

## Vanjske poveznice
- Službene stranice kluba